# Bathyraja ishiharai
Bathyraja ishiharai е вид хрущялна риба от семейство Arhynchobatidae.

## Разпространение
Видът е разпространен в Западна Австралия.